# 山城屋甚兵衛
山城屋 甚兵衛(やましろや じんべえ、生没年不詳)は江戸時代末期から明治時代初期の江戸にあった地本問屋である。

## 来歴
山泉堂、山甚と号す。天保から明治期にかけて江戸の京橋銀座一丁目、後嘉永期に芝口三丁目金之助店、柴井町喜兵衛方、芝三島町喜兵衛店、明治4年（1871年）には芝神明前露月町において地本問屋を営業している。主に歌川広重、歌川国芳、歌川重宜、歌川芳虎、月岡芳年、2代目歌川国貞、4代目歌川国政らの錦絵を出版していた。画中に「山甚板」とみられる。

## 作品
- 歌川広重 「江戸名所見立五節句」 間判錦絵5枚揃 弘化
- 歌川国芳 「和藤内虎狩之図」 大錦3枚続 嘉永
- 歌川重宜 「江戸名所 品川沖汐干狩之図」 大錦3枚続 嘉永5年(1852年)
- 歌川芳虎 「五箇国人物呑飥之図」 大錦3枚続 文久1年(1861年)
- 歌川芳虎 「義経一代記」
- 月岡芳年 「東京名勝高輪蒸汽鉄道之全図」 明治4年
- 4代目歌川国政 「横浜鉄道蒸気車通行之図」 大錦3枚続 明治6年
- 2代目歌川国貞 「越中島大調練之図」
- 2代目歌川広重 「東海道五十三次」